# USS Breck (DD-283)
Za druga plovila z istim imenom glejte USS Breck.
USS Breck (DD-283) je bil rušilec razreda Clemson v sestavi Vojne mornarice Združenih držav Amerike.
Rušilec je bil poimenovan po pomorskem častniku Josephu Berryju Brecku.